# Liste des membres de l'Assemblée législative (Deuxième République)
Cette liste a pour but de recenser, classés alphabétiquement, les députés appelés à siéger à l'Assemblée nationale législative à la suite des élections législatives françaises de 1849 et qui furent en fonction jusqu'au coup d'État du 2 décembre 1851 ou Louis-Napoléon Bonaparte, président de la Deuxième République française depuis trois ans, conserve le pouvoir à quelques mois de la fin de son mandat alors que la Constitution de la Deuxième République lui interdisait de se représenter.
Cette liste est issue de la base de données Sycomore de l'Assemblée nationale.

## Liste des députés
- Haut – A
- B
- C
- D
- E
- F
- G
- H
- I
- J
- K
- L
- M
- N
- O
- P
- Q
- R
- S
- T
- U
- V
- W
- X
- Y
- Z

### A
- Jean-Charles Abbatucci
- Charles Jacques Pierre Abbatucci
- Jacques Michel François Achard
- Louis André Alengry
- Antoine Allier
- Joachim Marie Jean-Jacques Alexandre Jules Ambert
- Jules Daniel Edouard Ancel
- Jean François Gustave André
- Clément Anglade
- François Ernest Anglès
- Antoine Anstett
- Emmanuel François Victor Arago
- Dominique François Jean Arago
- Pierre François Arbey
- François Marc Antoine Arène
- Jean Joseph Henri Arnaud
- Frédéric Arnaud de l'Ariège
- Jean Thomas Arrighi de Casanova de Padoue
- Firmin Louis Aubergé
- Édouard Aubertin
- Pierre François Joseph Aubry
- Maurice Claude Aubry
- Vincent Paul Marie Casimir Audren de Kerdrel
- Paul Vincent Eugène Audren de Kerdrel
- Joseph Louis Jean Avril
- Charles Joachim Marie Aymé

- Haut – A
- B
- C
- D
- E
- F
- G
- H
- I
- J
- K
- L
- M
- N
- O
- P
- Q
- R
- S
- T
- U
- V
- W
- X
- Y
- Z

### B
- Théodore Jean-Baptiste Bac
- Hippolyte Égalité Bajard
- Désiré Jean-Baptiste François Bancel
- Nicolas Bandsept
- Achille Baraguey d'Hilliers
- Charles Oggé Barbaroux
- Auguste Théodore Hilaire Barchou de Penhoën
- Antoine Anne-Marie Bard
- Pierre Jules Baroche
- Émile Barrault
- Jean Méry Barre
- Alexandre François Sophie Barrillon
- Ferdinand Victorin Barrot
- Camille Hyacinthe Odilon Barrot
- Antoine Auguste Barthélemy
- Jules Barthélemy-Saint-Hilaire
- Claude Frédéric Bastiat
- Honoré Charles Baston de Lariboisière
- Martial Eugène Bataille
- Quentin Alexandre Bauchart
- Jean-Baptiste Alphonse Victor Baudin
- Eugène Baune
- Évariste Antoine Joseph Bavoux
- Jean Didier Baze
- Ferdinand Jean-Jacques Marie Béchard
- Alphonse Marie Bedeau
- Louis Behaghel
- Pierre Louis Belin
- Jean Belliard
- Jacques Grégoire Benier
- Denis Aimé René Emmanuel Benoist d'Azy
- Joseph Marie Benoît
- Adrien Théodore Benoît-Champy
- Jean Bérard
- Léon Pierre Bérard de Chazelles
- Jean-Jacques Berger
- Martin Bernard dit Martin-Bernard
- Antoine Pierre Berryer
- Christophe César Bertholon
- Laurent Horace Bertrand
- Jean Bertrand
- Raymond Besse-Lamothe
- Michel Eusèbe Mathias Betting de Lancastel
- Auguste Arthur Beugnot
- Philippe Eugène Beyer
- Jean Joseph Bidault
- Louis Julien Henri Bigot
- Théophile Bigrel
- Jean Martial Bineau
- Cyrille Charles Auguste Bissette
- Jacques Alexandre Bixio
- Joseph Arsène Blavoyer
- Charles Boch
- Jean Stanislas Bochard
- Édouard Pierre Henri Bocher
- Jean-Baptiste Boichot
- Éloi Ernest Forestier Boinvilliers
- Pierre Boissié
- Auguste Elisabeth Joseph Bonamour de Talhouët-Roy
- Pierre Napoléon Bonaparte
- Napoléon Jérôme Bonaparte
- Louis Lucien Bonaparte
- Antoine Bonaparte
- Charles Armand Bouchet de Grandmay
- Robert Constant Bouhier de l'Écluse
- Théophile Eugène Bourbousson
- Pierre Matthieu Bourdon
- Alphée Bourdon de Vatry
- Pierre Siméon Bourzat
- Jules François Bouvattier
- Francisque François Joseph Bouvet
- Aristide Bouvet
- Étienne Ursin Bouzique
- Charles Guillaume Boysset
- Pierre Claude Jean-Baptiste Bravard-Veyrières
- Jacques Joseph Bréhier
- Abraham Auguste Breymand
- Frédéric Briffault
- Marc Antoine Brillier
- Jacques Brives
- Charles François Joseph Broquard de Bussières
- François Auguste Bruckner
- Amédée Antoine Bruys
- Gustave Bucher de Chauvigné
- Louis Joseph Buffet
- Thomas Robert Bugeaud de la Piconnerie d'Isly
- Médard Joseph Burgard
- Isidore Eugène Buvignier

- Haut – A
- B
- C
- D
- E
- F
- G
- H
- I
- J
- K
- L
- M
- N
- O
- P
- Q
- R
- S
- T
- U
- V
- W
- X
- Y
- Z

### C
- Victor Caillel du Tertre
- Pierre Auguste Callet
- Alexandre Prosper Camus de Pontcarré de La Guibourgère
- Henri Léon Camusat de Riancey
- Edmond Pierre Jacques Canet
- François Jean Cantagrel
- Pierre Achille Carbonneau
- Jules Evariste Joseph Cardon de Montigny
- Camille François Hyacinthe Carmes de Labruguière
- Lazare Hippolyte Carnot
- Eugène Abel François Caroillon de Vandeul
- Nicolas Henri Carteret
- Hugues Charles Stanislas Cassal
- Eugène Louis Cavaignac
- Louis Paul Marie Cavelier de Cuverville
- Jean-Baptiste Thomas Médée Cécille
- Charles Cesbron-Lavau
- Auguste Henry Ceyras
- Grégoire Eugène Chabert
- Félix Jean-Baptiste Chadenet
- Cyprien Bernard Chaix
- François Adolphe Chambolle
- Jean-Baptiste Chamiot-Avanturier
- Auguste Jean Marie Champanhet
- Philibert Chanay
- Nicolas Anne Théodule Changarnier
- Pierre Achille Marie Chaper
- Jean-Jacques François Chapot
- Pierre Jacques Chappon
- Hippolyte Melon Victor Charamaule
- Edmond Charlemagne
- Léonard Victor Joseph Charner
- Jean-Baptiste Adolphe Charras
- Frédéric Charrassin
- Louis Chassaignac de Latrade
- Alexandre Chassaigne-Goyon
- Jean-Baptiste Hippolyte Chauchard
- Victor Marie Chauffour
- Pierre Chauvin
- Laurent Chavassieu
- Jean-Baptiste Chavoix
- Achille Jules Pierre Chazaud
- Michel Charles Chégaray
- François Joseph Eugène Cholat
- Emmanuel Louis Joseph Choque
- Philippe Benoit Camille Chouvy
- Jean-Claude Chovelon
- Henri Louis Marie Chrestien de Treveneuc
- Justinien Nicolas Clary
- Honoré Marie Louis Clavier
- Etienne Auguste Eloy Clément
- François Octave Raoul Clerc de Ladévèze
- Alexis Charles Henri Clérel de Tocqueville
- Jean-Claude Colfavru
- Bernard Camille Collas
- Jean Hyacinthe Adolphe Collas de La Motte
- Joseph Marie Combes
- Simon Pierre Alexandre Combier
- Sébastien Commissaire
- Victor Prosper Considérant
- François Marie Constans-Tournier
- Dominique Anselme Conte
- Athanase Laurent Charles Coquerel
- Auguste Jean Charles Coralli
- Louis Joseph Etienne Cordier
- Jacques Louis Adolphe Cordier
- Hyacinthe Marie Augustin Corne
- Frédéric Constant Cournet
- Isaac Adolphe Crémieux
- Alexandre Marie Crépu
- Louis Marie Crespel de Latouche
- Léon Philippe Emmanuel Antoine Joseph Crestin
- Nicolas Joseph Créton
- Arnould Charles Cunin-Gridaine
- Napoléon Joseph Curial
- Marie Pierre Laurent Jean-Charles Curnier

- Haut – A
- B
- C
- D
- E
- F
- G
- H
- I
- J
- K
- L
- M
- N
- O
- P
- Q
- R
- S
- T
- U
- V
- W
- X
- Y
- Z

### D
- Marie Pierre Laurent Jean-Charles Curnier
- Reinhold Oscar d'Adelsward
- Honoré Théodoric Paul Joseph d'Albert de Luynes
- Charles François d'Andigné de la Chasse
- Georges Charles d'Anthès d'Heeckeren
- Vincent Charles Henri d'Etchegoyen
- Alphonse Henri d'Hautpoul
- Adalbert Charles Louis Augustin d'Hespel
- Frédéric Christophe d'Houdetot
- Albert Joseph Augustin d'Olivier de Pezet
- Philippe Antoine d'Ornano
- François Dabeaux
- Louis Osmin Daguilhon-Lasselve
- François Marie Hyacinthe Dahirel
- Charles Dain
- Guillaume François Hippolyte Dalbis du Salze ou d'Albis
- Charles Emmanuel Henri Dambray
- Jean-Baptiste Guillaume Daniel-Lamazière
- Auguste Rodolphe Darblay
- Jean-Baptiste Auguste Dariste
- Napoléon Daru
- Ferdinand Benjamin David
- Marie Auguste de Balzac
- Adrien Aimé Fleury de Bar
- Léon Formose de Barbançois
- Bellator Félix de Beaumont
- Alfred Louis Hippolyte de Beaunay
- Jean-Baptiste Augustin de Beaune
- Amédée Elzéar Félicien de Bernardi
- Louis de Berset
- Aymar Gabriel de Blois de la Calande
- René Louis Marie Adolphe de Botmilliau
- Victor de Broglie
- Dominique Samuel Joseph Philippe de Brunet de Castelpers de Panat
- Charles Marie de Bryas
- Etienne Armand Napoléon de Cambacérès
- Alphonse Pierre de Cardevac d'Havrincourt
- Xavier François Joseph de Casabianca
- Eugène Hippolyte de Castillon-Saint-Victor
- Hervé Anne Henri Olivier Adrien de Caulaincourt
- Edmond de Cazalès
- Prosper Justin Napoléon Samuel de Chasseloup-Laubat
- Justin Prudent de Chasseloup-Laubat
- Mathieu Louis Désiré de Combarel de Leyval
- Jean-Baptiste Elie Adrien Roger de Dampierre
- Alexandre Marie Gaston de Dompierre d'Hornoy
- Guillaume Ferdinand de Douhet
- Frédéric Alfred Pierre de Falloux du Coudray
- Alfred de Faultrier
- Maurice Adolphe Charles de Flavigny
- Paul Louis François René de Flotte
- Victor Charles Maurice de Foblant
- Guy Henri Modeste de Fontaine
- François Luglien de Fourment
- Marie Claude Désiré de Gicqueau
- Gustave François Marie de Girard
- Ernest Stanislas de Girardin
- Émile de Girardin
- Gustave de Goldenberg
- Marc Thomas Eugène de Goulard
- Laurent Jean Marie de Gouyon de Coypel
- Ferdinand de Grammont
- Jean Eugène de Grasset
- Jean-Baptiste Pierre Prosper de Greslan
- Alphonse Frédéric Emmanuel de Grouchy
- Louis Henri de Hau de Staplande
- Yves Michel Gabriel Gilart de Keranflech
- Auguste Hilarion de Kératry
- Hippolyte Félicité de Kermarec
- Armand Casimir Victor de Kersauzon de Pennendreff
- Michel Georges René Louis de La Broise
- Alfred Xavier De la Douëpe du Fougerais
- Léo de Laborde
- Etienne de Laborde
- Auguste Antoine Benoît de Laboulaye
- Gustave Joseph Baltazar de Laboulie
- Bertrand Théobald Joseph de Lacrosse
- Louis Napoléon Lœtitia Charles de Ladoucette
- Frédéric Joseph Barthélemy de Lagrange
- Marie Melchior Joseph Théodore de Lagrené
- Joseph Guillaume Fortuné de Laidet
- Jean-Baptiste François Félix de Lajus
- Alphonse Marie Louis de Lamartine
- Jules Adrien de Lasteyrie du Saillant
- Ferdinand Charles Léon de Lasteyrie du Saillant
- Jacques Etienne de Laurenceau
- Pierre Lysis de Laussat
- Charles Léon de Lescours
- François de Lespérut
- Henri Victor de Lespinay
- Charles Jean Edmond de Limairac
- Joseph Clément Irénée de Luppé
- Léon François Jean de Maleville
- Armand Marie Joachim de Melun
- Anatole Louis Joachim de Melun
- Werner Charles Marie Ghislain de Mérode
- Mathieu Louis de Molé
- Charles René de Montalembert
- Charles Tristan de Montholon
- Auguste Joseph Christophe Jules de Mornay
- Auguste Charles Louis Joseph de Morny
- Henri Anne Victurnien de Mortemart de Rochechouart
- Henri Charles Philippe de Mouchy de Noailles de Poix
- Léonel Rémi François de Moustier
- Auguste Jean-Marie de Nagle
- FrédéricArmand Alexandre de Pioger
- Louis Joseph de Querhoent
- Pierre Thomas de Radoult-Lafosse
- Louis Félix Dieudonné de Ravinel
- Charles de Rémusat
- Albert de Rességuier
- Jacques François de Roger
- Amédée Alexandre de Roquefeuil
- Jean-François Maximilien de Roquette de Buisson
- Hervé François Charles de Saint-Germain
- Pierre François Félix de Saint-Priest
- Louis Numa Epaminondas Justinien Décius Aristide de Salis-Haldenstein
- Raymond de Ségur d'Aguesseau
- Henri Marie de Séré
- Rogatien Louis Olivier de Sesmaisons
- Jean-Pierre Aurélien de Sèze
- Charles de Surville
- Charles Louis de Tinguy
- Jean Symphorien Gaétan de Vaudoré
- Marie Louis François de Vaujuas-Langan
- François Bertrand Armand de Vergeron
- Raymond Jean-Baptiste de Verninac-Saint-Maur
- Jean-Baptiste de Villeneuve-Bargemont
- Léonce Louis Melchior de Vogüé
- Alexis Charles de Wendel
- Ferdinand Debès
- Sébastien Deblaye
- Albert Marie Debrotonne
- Jacques Defontenay
- Alexandre Julien Delafosse
- Joseph Delavallade
- François Charles Delavau
- Pierre Joseph Théophile Delbetz
- Michel André Delbrel
- Alphonse Marie Pierre Delebecque
- François Benjamin Marie Delessert
- Jacques Philippe Delmas de Grammont
- Jean Deltheil
- Antoine Marie Demante
- Louis Armand Démarest
- Philippe Auguste Demesmay
- James Jules Léon Demontry
- Jean Fleuret Denayrouse
- Louis Denis
- Célestin Thomas Louis Denissel
- Jean-François Denjoy
- Emile Toussaint Marie Dépasse
- Louis Adolphe Derriey
- Raoul Gabriel Jules des Rotours de Cheaulieu
- Louis Joseph Théodore Descat
- Joseph Romain Desfossés dit Romain-Desfossés
- Amédée Desjobert
- Armand Pierre Félix Deslongrais
- Gilbert Désirat Desmaroux de Gaulmin
- Joseph Marie Desmars
- Bernard Jean Erhard Desmousseaux de Givré
- Alexandre César Victor Charles Destutt de Tracy
- Hippolyte Detours
- Jean-Marie Joseph Deville
- François Jules Devinck
- Henry Gabriel Didier
- Paul Agathe Ange Timothée Dieuleveult
- Charles Emile Dollfus
- Jean-Pierre Pie Frédéric Marie Dombidau de Crouseilhes
- Antoine Florent Théophile Douay
- Alexandre Robert Douesnel-Dubosq
- Esprit Doutre
- Edmond Drouyn de Luys
- Jacques Louis Matthieu Druet-Desvaux
- Charles Ferdinand Pierre du Camboust de Coislin
- Charles Paul du Coëtlosquet
- Louis Marie Corentin du Couëdic de Kergoaler
- Oscar Thomas Gilbert du Motier de Lafayette
- Henry Auguste Georges du Vergier de La Rochejaquelein
- Amable Luglien Dubois
- Tristan Mathieu Duché
- Jean Antoine Ducluzeau
- Jean Etienne Théodore Ducos
- Jean Ernest Ducos de La Hitte
- François Joseph Ducoux
- Jules Armand Stanislas Dufaure
- Gabriel Michel Dufour-Raffier
- Adéodat Dufournel
- Marc Etienne Dufraisse
- Jean-Baptiste Clément Dulac
- Jean-Baptiste Dumas
- Henri Charles Timoléon Duparc
- Abel Dupetit-Thouars Aubert
- Pierre Charles François Dupin
- André Marie Jean-Jacques Dupin
- Jacques François Dupont dit Dupont de Bussac
- Pierre Napoléon Dupont-Delporte
- Pierre Pascal Duprat
- Joseph Léo Dupré
- Pierre Edouard Duputz
- Louis Marie Gustave Dupuy de Belvèze
- César Duquenne
- Napoléon Durand-Savoyat
- Antoine Simon Durrieu
- Martial Dussoubs Gaston
- Prosper Léon Duvergier de Hauranne

- Haut – A
- B
- C
- D
- E
- F
- G
- H
- I
- J
- K
- L
- M
- N
- O
- P
- Q
- R
- S
- T
- U
- V
- W
- X
- Y
- Z

### E
- Jonas Ennery
- Eugène René François Eschassériaux
- René Alphonse Esnault de Devansaye
- Jean-Pierre Marie Espinasse
- Alphonse Henri François Esquiros
- Félix Marie Louis Pierre Esquirou de Parieu
- Louis Charles Alexandre Estancelin
- Jean Baptiste Amédée Hector Etcheverry
- Pierre Henri Charles Etienne
- Jules Louis Auguste Evain

- Haut – A
- B
- C
- D
- E
- F
- G
- H
- I
- J
- K
- L
- M
- N
- O
- P
- Q
- R
- S
- T
- U
- V
- W
- X
- Y
- Z

### F
- Charles Nicolas Fabvier
- Jules Fabien Failly
- Jacques Frédéric Farconnet
- Sébastien Jacques Fargin-Fayolle
- Antoine Jean Farran
- Léon Léonard Joseph Faucher
- Pascal Joseph Faure
- Joseph Faure
- Edouard Etienne Charles Eugène Favand
- Jules Claude Gabriel Favre
- Abraham Ferdinand Favre
- Louis Jacques Favreau
- Joseph Fawtier
- Joseph Edmond Fayolle
- Melchior Alcide Febvrel
- Alphonse Guillaume Ambroise Ferré des Ferris
- Jean Gilbert Victor Fialin de Persigny
- Louis Hugues Flandin
- Benoît Fond
- Pierre Louis Joseph Carlos Forel
- Gustave Joseph Pierre Fornier de Saint-Lary
- Hippolyte Nicolas Honoré Fortoul
- Achille Marcus Fould
- Antoine Eloi Jean-Baptiste Fouquier d'Hérouel
- Jean-Jacques Antoine Frédéric Fourgassié-Vidal
- Louis Jacques Marie Fournier
- Alexandre Sylvestre Fourtanier
- Charles Francoville
- Irénée Faustin Fréchon
- Louis Frémy
- Armand Félix Fresneau
- François Hilaire Alexis Adolphe Frichon Duvignaud de Vorys

- Haut – A
- B
- C
- D
- E
- F
- G
- H
- I
- J
- K
- L
- M
- N
- O
- P
- Q
- R
- S
- T
- U
- V
- W
- X
- Y
- Z

### G
- Victor Louis Gain
- Pierre Charles Gambon
- Charles Ferdinand Gambon
- François Nicolas Achille Garnon
- Jean Gasc
- Charles Pierre Gaslonde
- Augustin André Gasselin de Fresnay
- André François Gastier
- Louis Sébastien Philippe Gavarret
- Denis Gavini
- Michel Nicolas Gérard
- Jean-Baptiste Antoine Gérard
- Charles Claude Alexandre Gérard
- Alexandre Léon Sébastien Gérard
- Stanislas Gigon Labertrie
- Jérôme Pierre Gilland
- Paulin Gillon
- François Frédéric Gindriez
- Augustin Giraud
- Maurice Camille Girot-Pouzol
- Auguste Gleizal
- Charles Godard d'Aucour de Plancy
- Auguste Charles Godard d'Aucour de Plancy
- Camille Godelle
- Charles Léonce Gouhier de Charencey
- Alexandre Henri Gouin
- Achille Félicité Goulhot de Saint-Germain
- Gaspard Gourgaud
- Charles Edouard Goyet-Dubignon
- Pierre Michel Victor Grandin
- Régis Frédéric Granier
- Ernest Grelier de Fougeroux
- Jean Louis Greppo
- Jules François Paul Grévy
- Eugène Victor Adrien Grillon
- Théodore Grimault
- Bernard Augustin Gros-Latteux
- Emmanuel Louis Marie Guignard de Saint-Priest
- Pierre Charles Guilgot
- Camille Henri Guillier de La Touche
- Théodore Guiter
- Sylvain Guizard

- Haut – A
- B
- C
- D
- E
- F
- G
- H
- I
- J
- K
- L
- M
- N
- O
- P
- Q
- R
- S
- T
- U
- V
- W
- X
- Y
- Z

### H
- Paul René Harscouet de Saint-Georges
- Ernest André Marie Constant Hébert
- Victor Amédée Heitzman
- Jules François Hennecart
- Victor Antoine Hennequin
- Richard Auguste Hennessy
- Claude Charles Etienne Hernoux
- Nicolas Jean-Jacques François Heurtier
- Alphonse Hochstuhl
- Josué Hofer
- Jean Hubert Houel
- Jules Auguste Hovyn de Tranchère
- Louis Henri Hubert-Delisle
- Victor Hugo
- Jean-François Auguste Huguenin
- Pierre Antoine Victor Huot de Goncourt
- Eugène Alexandre Husson

- Haut – A
- B
- C
- D
- E
- F
- G
- H
- I
- J
- K
- L
- M
- N
- O
- P
- Q
- R
- S
- T
- U
- V
- W
- X
- Y
- Z

### I
- Félix Marie Imbaud de la Rivoire de La Tourrette

- Haut – A
- B
- C
- D
- E
- F
- G
- H
- I
- J
- K
- L
- M
- N
- O
- P
- Q
- R
- S
- T
- U
- V
- W
- X
- Y
- Z

### J
- François Justin Jaffard
- François Ferdinand Claude Marie Jannot
- Eugène Janvier de la Motte
- Ignace Jehl
- Pierre Joigneaux
- Jean-Jacques Jollivet
- Jean-François Claire Henri Joly
- Pierre Vincent Joret
- Louis Dorville Jouannet
- Bernard Auguste Journu
- Pierre Louis François Antoine Eugène Jouy
- Christophe Léon Louis Juchault de Lamoricière
- Benjamin Bernard Pierre Juéry
- Jacques Nicolas Junyen
- Jean Francisque Jusseraud

- Haut – A
- B
- C
- D
- E
- F
- G
- H
- I
- J
- K
- L
- M
- N
- O
- P
- Q
- R
- S
- T
- U
- V
- W
- X
- Y
- Z

### K
- Charles Georges Marie Joseph Kestner
- Charles Frédéric Koenig
- Charles Louis Henri Kolb-Bernard
- Charles Emile Kopp

- Haut – A
- B
- C
- D
- E
- F
- G
- H
- I
- J
- K
- L
- M
- N
- O
- P
- Q
- R
- S
- T
- U
- V
- W
- X
- Y
- Z

### L
- Gustave Auguste la Bonninière de Beaumont
- Jean Labordère
- Emile Labrousse
- Louis Henri Hippolyte Lacave
- Jean Pierre Joseph Lacave-Laplagne
- Joseph Jacques Margueritte Bernard Lacaze
- François Isidore Laclaudure
- Pierre Lafon
- Barthélemy Lagarde
- Charles Lagrange
- Adolphe Venceslas Laimé
- Pierre Jean Honorat Lainé
- Étienne Alexis Ludovic Lamarque
- Pierre François Landolphe
- Jacques Langlais
- Victor Ambroise Lanjuinais
- Napoléon Auguste Lannes de Montebello
- Denis Marie Larabit
- Raymond Eugène Marcel Larrabure
- Gervais Lasteyras
- Jean-Baptiste Laureau
- Paul Mathieu Laurent dit Laurent de l'Ardèche
- Bernard Barthélémy Martial Lavergne
- Auguste Jean Alexandre Law de Lauriston
- Mathurin Marie Le Crom
- Adolphe Emmanuel Charles Le Flô
- Claude Jean-Marie Le Gorrec
- Jules Polydore Le Marois
- Louis Honoré Félix Le Peletier d'Aunay
- Urbain Jean Joseph Le Verrier
- Louis Martin Lebeuf
- Eugène Casimir Lebreton
- Eugène Louis Jean Lecomte
- Louis Thomas Leconte
- Alexandre Auguste Ledru-Rollin
- Julien François Henri Lefaverais
- Antoine François Henri Lefebvre de Vatimesnil
- Thomas Charles Edouard Lefebvre-Dugrosriez
- Noël Jacques Lefebvre-Duruflé
- Victor Bernard Edme Etienne Lefranc
- Pierre Joseph Lefranc
- André Alexandre Legrand dit de Guitry
- Nicolas Auguste Legros-Dévot
- Adélaïde Edouard Lelièvre de Lagrange
- Louis François Francisque Lélut
- Théodore Eugène Lemaire
- Jean-Baptiste Nicolas Lemercier
- Stanislas Jules Lemoyne d'Aubermesnil
- Henri Lemulier
- Napoléon Lepic
- Félix Augustin Lequien
- Pierre Henri Leroux
- Emile Auguste Leroux
- Charles Jules Leroux
- Pierre Leroy-Beaulieu
- Gaspard Thémistocle Lestiboudois
- Charles Levavasseur
- Nicolas Henri Levet
- Armand Jacques Lherbette
- Aristide Locquet de Grandville
- Alexandre Benoît Loiset
- Salomon Camille Lopes-Dubec
- Jean Félix Auguste Louriou
- Charles Louvet
- Eugène Émelie Loyer

- Haut – A
- B
- C
- D
- E
- F
- G
- H
- I
- J
- K
- L
- M
- N
- O
- P
- Q
- R
- S
- T
- U
- V
- W
- X
- Y
- Z

### M
- Pierre Auguste Madesclaire
- Charles Madet
- Noël François Alfred Madier de Montjau
- Bernard Pierre Magnan
- Pierre Magne
- Julien Louis Maigne
- François Maigne
- Jacques Henri Marie Maissiat
- Pierre Malardier
- Jean-Pierre Marie Gaudens Malbois
- Jean André Manescau
- Jacques André Manuel
- Antoine Philibert Marchant
- Théodore Pascal Mareau
- Étienne Maréchal
- François Marrast
- Louis Joseph Martel
- Louis Alexandre Martin
- Henri Louis Martin de Villers
- Amédée Pierre Ignace Martinon de Saint-Férreol
- Antoine Amédée Félix Mathé
- Joseph Charles Maurice Mathieu de la Redorte
- Antoine Philippe Mathieu Mathieu dit de la Drôme
- Pierre Mathieu-Bodet
- François Mauguin
- Jean-François Paul Fortuné Maure
- Christian Joseph Marie Mazé-Launay
- Jean-Jacques Michel Hippolyte Mège
- Emiland Anne Marie Menand
- Marius Jean Alexis Mérentié
- Adrien Joseph Michaut
- Louis Michel de Bourges
- François Jules Michot-Boutet
- Louis Augustin Mie
- Jules Migeon
- Louis Émile Millotte
- Pierre Auguste Rémy Mimerel
- Jules François Miot
- Pierre Mispoulet
- Anthelme Mollet dit Roselli-Mollet
- Jules Alexandre Cornélie Monet
- Jean-Baptiste Monnier
- Georges Monnier
- François Guillaume Marc Montagut
- Jean-Baptiste Martin Moreau
- Jean Alexis Moreau
- Denis Morel-Cornet
- Alphonse Marie Morellet
- Théodore Etienne François Morin
- Gabriel Michel Moulin
- Laurent Mulhenbeck
- Napoléon Charles Lucien Murat
- Jean-Baptiste Eugène Murat-Sistrières

- Haut – A
- B
- C
- D
- E
- F
- G
- H
- I
- J
- K
- L
- M
- N
- O
- P
- Q
- R
- S
- T
- U
- V
- W
- X
- Y
- Z

### N
- Martin Nadaud
- Alfred François Nettement
- Joseph Napoléon Ney de la Moscowa
- Edgar Napoléon Henri Ney de la Moscowa
- Jacques Noblet
- Nicolas Jacques Noël-Agnès
- François Clet Achille Normant de la Villehelleuc des Salles

- Haut – A
- B
- C
- D
- E
- F
- G
- H
- I
- J
- K
- L
- M
- N
- O
- P
- Q
- R
- S
- T
- U
- V
- W
- X
- Y
- Z

### O
- Jean-Jacques Paulin Offroy-Durieu
- Nicolas Charles Victor Oudinot Duc de Reggio

- Haut – A
- B
- C
- D
- E
- F
- G
- H
- I
- J
- K
- L
- M
- N
- O
- P
- Q
- R
- S
- T
- U
- V
- W
- X
- Y
- Z

### P
- Alphonse Gabriel Victor Paillet
- Noël Parfait dit Noël-Parfait
- Pierre-Louis Parisis
- Pierre Marius Frédéric Pascal
- Hippolyte Philibert Passy
- Charles Pierre Paul Paulmier
- Guillaume Gabriel Gustave Pavée de Vandeuvre
- Jean-Baptiste Payer
- Emile Nicolas Lucien Péan
- François Augustin Marie Charles Pécoul
- Jean-Jacques Germain Pelet
- Claude Pelletier
- Jean Antoine Augustin Pénières
- Alexandre Emile Pepin-Lehalleur
- Agricol Perdiguier
- Auguste Victor Laurent Perier dit Casimir-Perier
- Emile Jean-Baptiste Perreau
- François Auguste Perrinon
- Antoine Pervinquière
- Henri Alexandre Peupin
- Louis Charles Pflieger
- Marie Louis Victor Pidoux
- Victor Pigeon
- Victor Appolinaire Ferdinand Pilhes
- Hippolyte Piquet
- Théobald Emile Piscatory
- Albert Joseph Hippolyte Plichon
- Charles Louis Ernest Poictevin de La Rochette
- Jacques Damien Poisle-Desgranges
- Alexandre Nicolas Polangie de Rancé
- Louis Baptiste Pons-Tande
- Emmanuel Jean Pontgérard
- Louis René Désiré Porion
- Joseph Augustin François Louis Postel
- Nicolas Firmin Pougeard
- Jean Joseph François Poujoulat
- Pierre Pradié
- Paul Proa
- Jean-Baptiste Germain Augustin Prudhomme
- Félix Pyat

- Haut – A
- B
- C
- D
- E
- F
- G
- H
- I
- J
- K
- L
- M
- N
- O
- P
- Q
- R
- S
- T
- U
- V
- W
- X
- Y
- Z

### Q
- Edgar Jean Louis Quinet

- Haut – A
- B
- C
- D
- E
- F
- G
- H
- I
- J
- K
- L
- M
- N
- O
- P
- Q
- R
- S
- T
- U
- V
- W
- X
- Y
- Z

### R
- Jean-Paul Racouchot
- Jean-Baptiste Randoing
- Louis Hippolyte Rangeard de La Germonière
- Christophe Rantian
- Paul Marie Rapatel
- Benjamin François Vincent Raspail
- Jean-Pierre Rateau
- François Edmond Rattier
- Claude Marie Réglois Raudot
- Jacques Hector Raulin
- Auguste Simon Hubert Marie Ravez
- Auguste Michel Etienne Regnaud de Saint-Jean-d'Angely
- Ovide Remilly
- Pierre Michel Renaud
- Fortuné Jean Pierre Libre Renouard
- Joseph-François Repellin
- Victor Bernard Résal
- Philippe Rey
- Daniel Marie Hospice Rey
- Marie Roch Louis Reybaud
- Ferdinand Joseph Reymond
- Antoine Richard dit du Cantal
- Victor Richardet
- Jules François Edme Riché-Tirman
- Claude François Marcel Richier
- Joseph Jean Antoine Rigal
- Alfred Léon Rioult de Neuville
- Marie-Ange Rioust de Largentaye
- Théophile Pierre François Robert
- Félicité Robert de Lamennais
- Louis Rochut
- Pierre Marie Henri Rodat
- Arnaud Rogé
- Edouard Léon Roger du Nord
- Auguste Abraham Rolland
- François Rollinat
- Joseph Antoine Ronjat
- André Rouaix
- Alexandre Roubier d'Hérambault
- Alexandre Rouet
- Guillaume Rougeot
- Charles Rouget-Lafosse
- Eugène Rouher
- Émile Rouillé
- Théophile Jean Baptiste Victor Roussel
- Ovide Gabriel Roussel
- Pierre Marcellin Rouveure
- Louis Michel Roux-Carbonnel
- Joseph Marcellin Rullière

- Haut – A
- B
- C
- D
- E
- F
- G
- H
- I
- J
- K
- L
- M
- N
- O
- P
- Q
- R
- S
- T
- U
- V
- W
- X
- Y
- Z

### S
- Bernard Marie Sage
- Pierre Antoine Marie François Sain
- Joseph Saint-Mars-Rigaudie
- François Henri Saint-Romme
- Pierre Henri Sainte-Beuve
- Lucien Salmon
- Charles-Auguste Salmon
- Jean-François Xavier Salvat
- Dominique Germain Sarrut
- Michel Hippolyte Sartin
- Charles Paulin Roger Saubert de Larcy
- Charles Alexandre Gustave Sautayra
- Antoine François Xavier Sauvaire de Barthélemy
- Pierre-François Savatier-Laroche
- Henri Charles Joseph Savoye
- Jean-Baptiste Sazerac de Forge
- Victor Schoelcher
- Louis-Paul Sevaistre
- Charles Jean-Jacques Etienne Seydoux
- Nicolas Frédéric Signard
- Henri Siméon
- Alexandre Simonot
- John Sleight
- Marie Antoine Sommier
- Pierre René Louis Sonis
- Pierre Soubies
- Félix Désiré dit Pierre-Marie Soullié
- Napoléon Hector Soult de Dalmatie
- Jacques Gervais Subervie
- Fulcrand Suchet
- Louis Napoléon Suchet d'Albufera
- Eugène Marie Joseph Sue

- Haut – A
- B
- C
- D
- E
- F
- G
- H
- I
- J
- K
- L
- M
- N
- O
- P
- Q
- R
- S
- T
- U
- V
- W
- X
- Y
- Z

### T
- Jules Talon
- François Laurent Alphonse Tamisier
- Louis Émile Tartas
- Jules-Antoine Taschereau
- André Julien François Jean Teilhard-Laterrisse
- Louis Mortimer Ternaux
- Barthélémy Terrier
- Achille Arthur Armand Testelin
- Marie Joseph Louis Adolphe Thiers
- Jean-Baptiste Nicolas Thieullen
- Hippolyte Thomé de Kéridec
- Pierre Jacques François Thomine-Desmazures
- Antony Thouret
- Alexis Eugène Thuriot de La Rosière
- Claude François Philibert Tircuy de Corcelle
- Louis Eugène Tirlet
- Michel Félix Tixier
- Edouard Edmond Ernest Victoire Toupet des Vignes
- Henri Camille Toupot de Bévaux
- Gabriel Tripier de Lozé
- Charles Laurens Tron
- Etienne Louis Mathieu Numa Turpin

- Haut – A
- B
- C
- D
- E
- F
- G
- H
- I
- J
- K
- L
- M
- N
- O
- P
- Q
- R
- S
- T
- U
- V
- W
- X
- Y
- Z

### V
- Jean-Jacques Benjamin Vacheresse
- Claude Marius Vaïsse
- Durand Barthélemy Valantin
- Marie-Edmond Valentin
- Claude Denis Auguste Valette
- Georges Louis Vasseur
- Charles Louis Vast-Vimeux
- Claude Nicolas Vaudrey
- Louis Léger Vauthier
- Alexis Vavin
- Antoine Désiré Joseph Vendois
- Louis Maurice Vernhette
- Amédée Blaise Joseph Henri Vernhette
- Jean-Baptiste Victor Versigny
- François Marie Emile Fortuné Vezin
- Louis René Viard
- François Vidal
- Narcisse Vieillard
- Théodore Armand Alexandre Vignes
- Jacques Paul Christophe Viguier
- Louis Ludovic Vitet
- Louis Marie Paul Vogt d'Hunolstein

- Haut – A
- B
- C
- D
- E
- F
- G
- H
- I
- J
- K
- L
- M
- N
- O
- P
- Q
- R
- S
- T
- U
- V
- W
- X
- Y
- Z

### W
- Henri Alexandre Wallon
- Jean-Baptiste Charles Wartelle de Retz
- Jean Charles Emile Westercamp
- Louis François Michel Raymond Wolowski

- Haut – A
- B
- C
- D
- E
- F
- G
- H
- I
- J
- K
- L
- M
- N
- O
- P
- Q
- R
- S
- T
- U
- V
- W
- X
- Y
- Z

### Y
- Melchior Honoré Yvan

- Haut – A
- B
- C
- D
- E
- F
- G
- H
- I
- J
- K
- L
- M
- N
- O
- P
- Q
- R
- S
- T
- U
- V
- W
- X
- Y
- Z